# Asócio II Bagratúnio
Asócio II Bagratúnio (em latim: Asotius; em grego: Ασώτιος; romaniz.: Asṓtios; em armênio: Աշոտ; romaniz.: Ašot; m. 688) foi príncipe da família Bagratúnio e príncipe da Armênia de 685 a 688.

## Nome
Asócio (Asotius; Ασώτιος, Asṓtios) é a forma latina e grega do armênio Axote (Աշոտ, Ašot), cuja origem é desconhecida. Foi registrado em árabe como Axote (آشُوط, ʔāšūṭ) e em georgiano como Axote / Axoti (აშოტ(ი), Ašoṭ(i)).

## Vida
Asócio era filho de Simbácio V, aspetes e drungário. O príncipe Gregório I Mamicônio se revoltou em 681, aproveitando da guerra civil que destruiu o Califado Omíada, mas foi morto em 685 pelos cazares. O califa Abedal Maleque ibne Maruane (r. 685–705) nomeou Asócio como príncipe. Após sua nomeação, começou a perseguir os cazares que assolavam a Armênia. Construiu a Catedral de Amenaperquiche ("o salvador de todos os homens") na cidade de Terua. Por volta de 688, o imperador Justiniano II enviou um exército a Armênia para pô-la de volta na zona de influência bizantina, mas este se comporta como em terras conquistadas. Asócio cria um exército e o derrota, mas a maior parte de seu exército cuida da recuperação do espólio, enquanto Asócio persegue os soldados derrotados e fica seriamente ferido no conflito que se seguiu. Ele teve um filho, Simbácio, que foi nacarar de 703 a 705.